# Ataenogera minuta
Ataenogera minuta är en tvåvingeart som beskrevs av Lyneborg 2003. Ataenogera minuta ingår i släktet Ataenogera och familjen stilettflugor.
Artens utbredningsområde är Peru. Inga underarter finns listade.